# Jake Chelios
Jake Chelios (chinesisch 杰克·凯利奥斯, Pinyin Kǎilìàosī Jiékè; * 8. März 1991 in Chicago, Illinois) ist ein ehemaliger US-amerikanischer Eishockeyspieler mit chinesischer Staatsbürgerschaft, der im Verlauf seiner aktiven Karriere zwischen 2009 und 2025 unter anderem 215 Spiele für Kunlun Red Star in der Kontinentalen Hockey-Liga (KHL) auf der Position des Verteidigers bestritten hat. Zudem absolvierte Chelios unter anderem über 300 Partien in der American Hockey League (AHL) und bestritt fünf Begegnungen für die Detroit Red Wings in der National Hockey League (NHL). Sein Vater Chris Chelios absolvierte über 1.900 Spiele in der NHL und gewann bei den Olympischen Winterspielen 2002 mit der US-amerikanischen Nationalmannschaft die Silbermedaille.

## Karriere
Chelios spielte in seiner Jugend zunächst bei den Little Caesars in Detroit. 2008 wurde er beim Draft der Greater Metro Hockey League von den Bradford Rattlers in der neunten Runde als insgesamt 124. Spieler ausgewählt. Er verblieb aber in Detroit und wurde im Folgejahr von den Chicago Steel im USHL Entry Draft in der vierten Runde als insgesamt 49. Spieler gezogen. Daraufhin spielte er ein Jahr in seiner Geburtsstadt, bevor er ein Studium an der Michigan State University aufnahm, für deren Universitätsteam er von 2010 bis 2014 er in der Big Ten Conference der National Collegiate Athletic Association (NCAA) antrat. Im Jahr 2014 wurde er in das „Honorable Mention All-Star Team“ der Big Ten Conference gewählt.
Im März desselben Jahres erhielt Jake Chelios seinen ersten Profivertrag bei Toledo Walleye in der ECHL. Bereits im April wechselte er zu den Chicago Wolves aus der American Hockey League (AHL), wurde aber auch in deren Farmteam Kalamazoo Wings in der ECHL eingesetzt. Zur Spielzeit 2015/16 schloss er sich dem Ligarivalen Charlotte Checkers an, für den er drei Jahre spielte. Anschließend unterzeichnete er einen Vertrag beim NHL-Franchise Detroit Red Wings. Er wurde jedoch vom Team aus seiner Heimatstadt nur fünfmal eingesetzt und spielte hauptsächlich beim Farmteam Grand Rapids Griffins in der AHL. Im Sommer 2019 wechselte der Abwehrspieler in die Kontinentale Hockey-Liga (KHL) zu Kunlun Red Star. Dort war er insgesamt sechs Jahre aktiv. Im August 2025 beendete der 34-Jährige seine aktive Karriere.

### International
Im Februar 2022 lief Chelios unter dem Namen Kailiaosi Jieke für die chinesische Nationalmannschaft bei den Olympischen Winterspielen in Peking auf. Ebenso spielte er bei der Weltmeisterschaft der Division II 2022, bei der die chinesische Mannschaft souverän den Aufstieg in die Division I schaffte, wozu Chelios mit der besten Plus/Minus-Bilanz des Turniers beitrug. Dort spielte er dann bei der Weltmeisterschaft 2023.

## Erfolge und Auszeichnungen
- 2010 Big Ten Conference „Honorable Mention All-Star Team“
- 2022 Aufstieg in die Division IB bei der Weltmeisterschaft der Division IIA
- 2022 Beste Plus/Minus-Bilanz bei der Weltmeisterschaft der Division IIA

## Karrierestatistik

### International
Vertrat die Volksrepublik China bei:
- Olympischen Winterspielen 2022
- Weltmeisterschaft der Division IIA 2022
- Weltmeisterschaft der Division IB 2023

(Legende zur Spielerstatistik: Sp oder GP = absolvierte Spiele; T oder G = erzielte Tore; V oder A = erzielte Assists; Pkt oder Pts = erzielte Scorerpunkte; SM oder PIM = erhaltene Strafminuten; +/− = Plus/Minus-Bilanz; PP = erzielte Überzahltore; SH = erzielte Unterzahltore; GW = erzielte Siegtore; 1 Play-downs/Relegation; Kursiv: Statistik nicht vollständig)